# Archimimus
Archimimus is een vliegengeslacht uit de familie van de dambordvliegen (Sarcophagidae).

## Soorten
- A. camatus Reinhard, 1952